# Im Yoon-ah
Im Yoon-a (en hangul, 임윤아 en hanja, 林潤妸 ; Seül, 30 de maig de 1990) més coneguda pel seu nom monònim Yoona (en hangul, 윤아) , és una cantant, ballarina, model i actriu sud-coreana. L'agost de 2007 va debutar com a membre de Girls' Generation.